# George Cruikshank

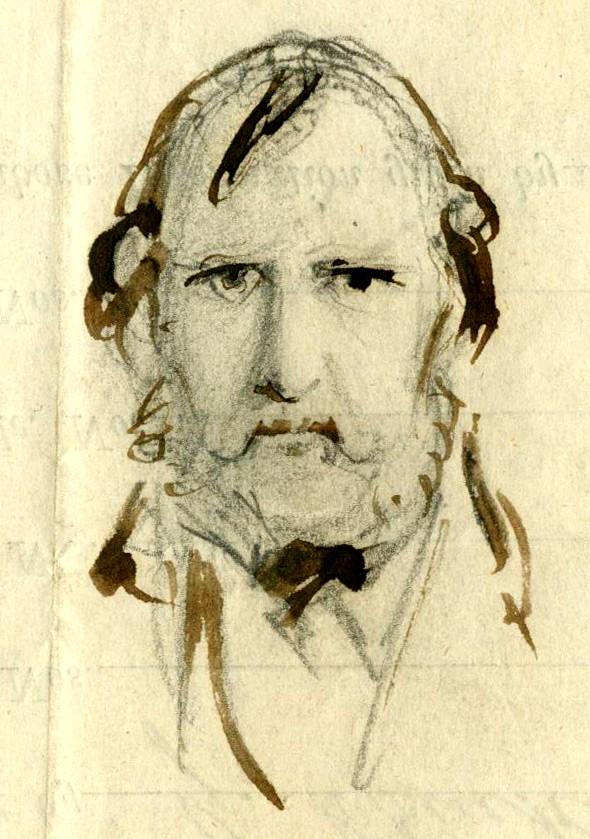
Zelfportret George Cruikshank

George Cruikshank (Londen, 27 september 1792 - aldaar, 1 februari 1878) was een Engelse artiest, karikaturist en illustrator. 
Cruikshank begon zijn loopbaan met satirische politieke cartoons. Hij werkte voor The London Illustrated News, dat wekelijks verscheen in een oplage van ruim 60.000 exemplaren. Hij illustreerde later meer dan 850 boeken over actuele gebeurtenissen en kinderboeken. 
Zijn beroemdste illustraties waren die voor het boek Oliver Twist van Charles Dickens (1838). Hij publiceerde ook zelf een aantal boeken. Eind 1840 werd Cruikshank, wiens eigen vader was overleden aan de gevolgen van alcoholisme, een enthousiaste propagandist voor de geheelonthouding. 
In die tijd publiceerde hij een serie van acht platen met de titel 'The Bottle' (De Fles) in 1847, waarvan bijna 100.000 exemplaren verkocht werden, en het vervolg, acht platen van 'The Drunkard's Children' (De kinderen van de dronkaard) in 1848. Tussen 1860 en 1863 schilderde hij een enorm doek waarop 'The Worship of Bacchus' (de verering van Bacchus) was afgebeeld. Cruikshank stierf op 1 februari 1878 in Londen.

## Karikaturen van Cruikshank

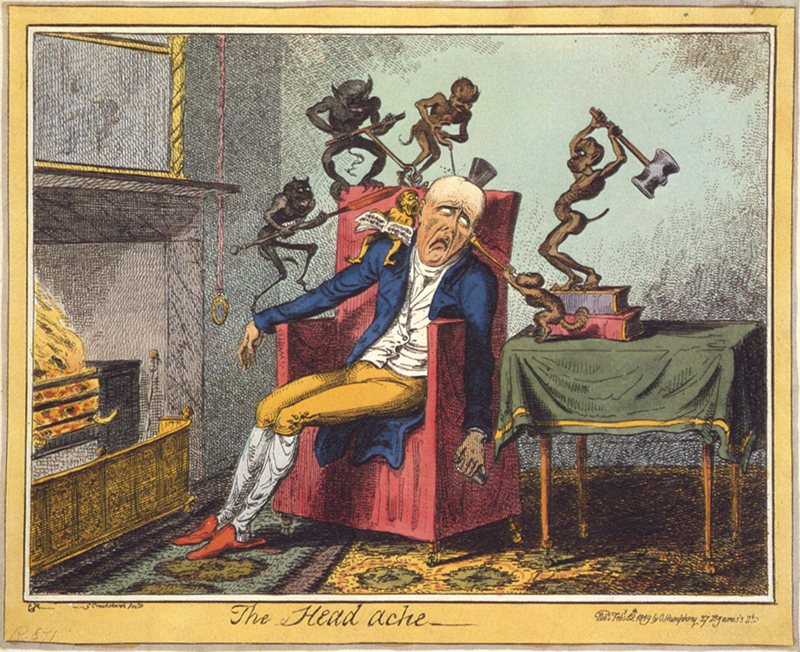
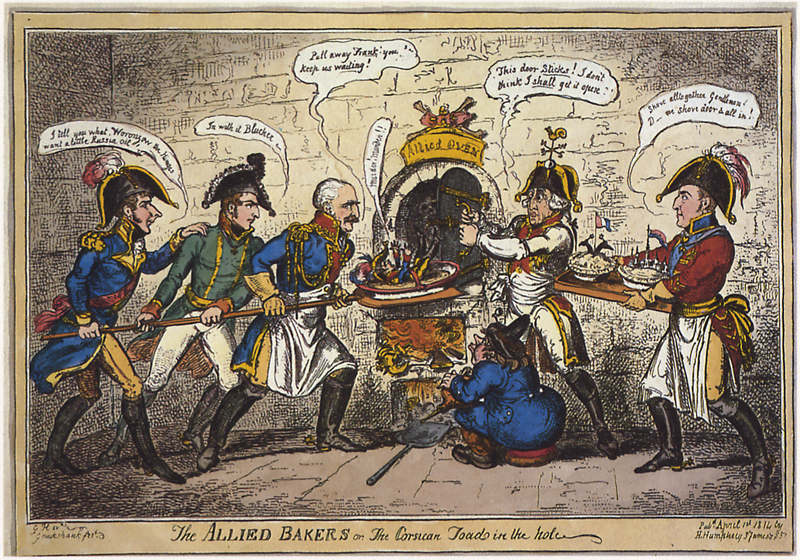
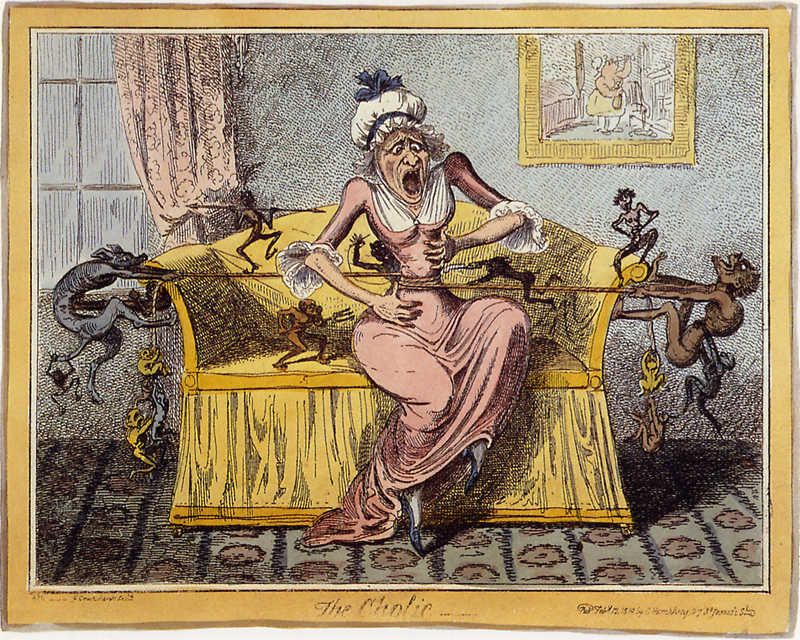
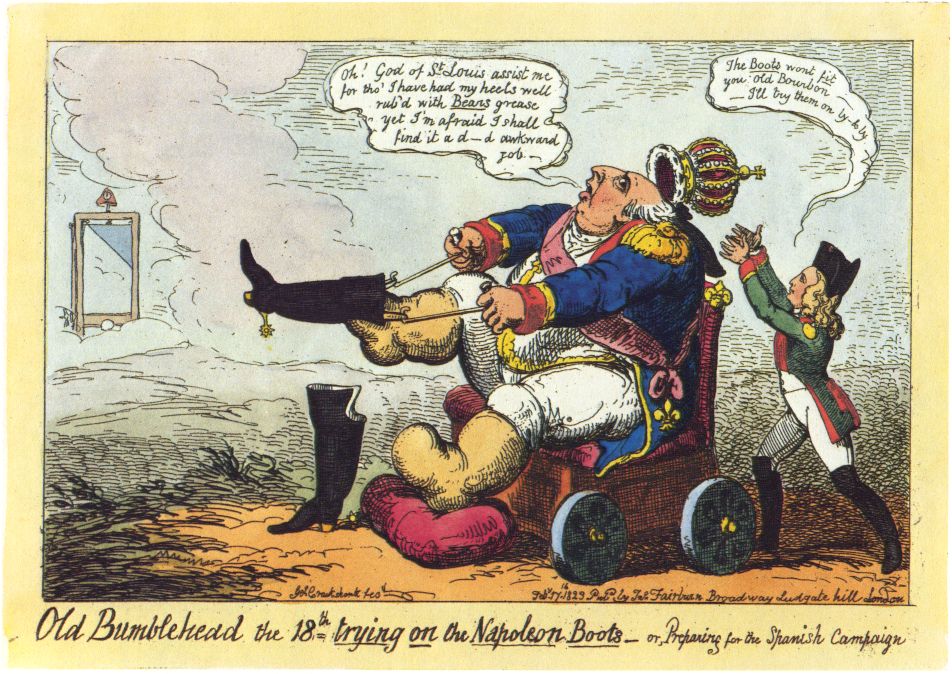

## Illustraties van Cruikshank

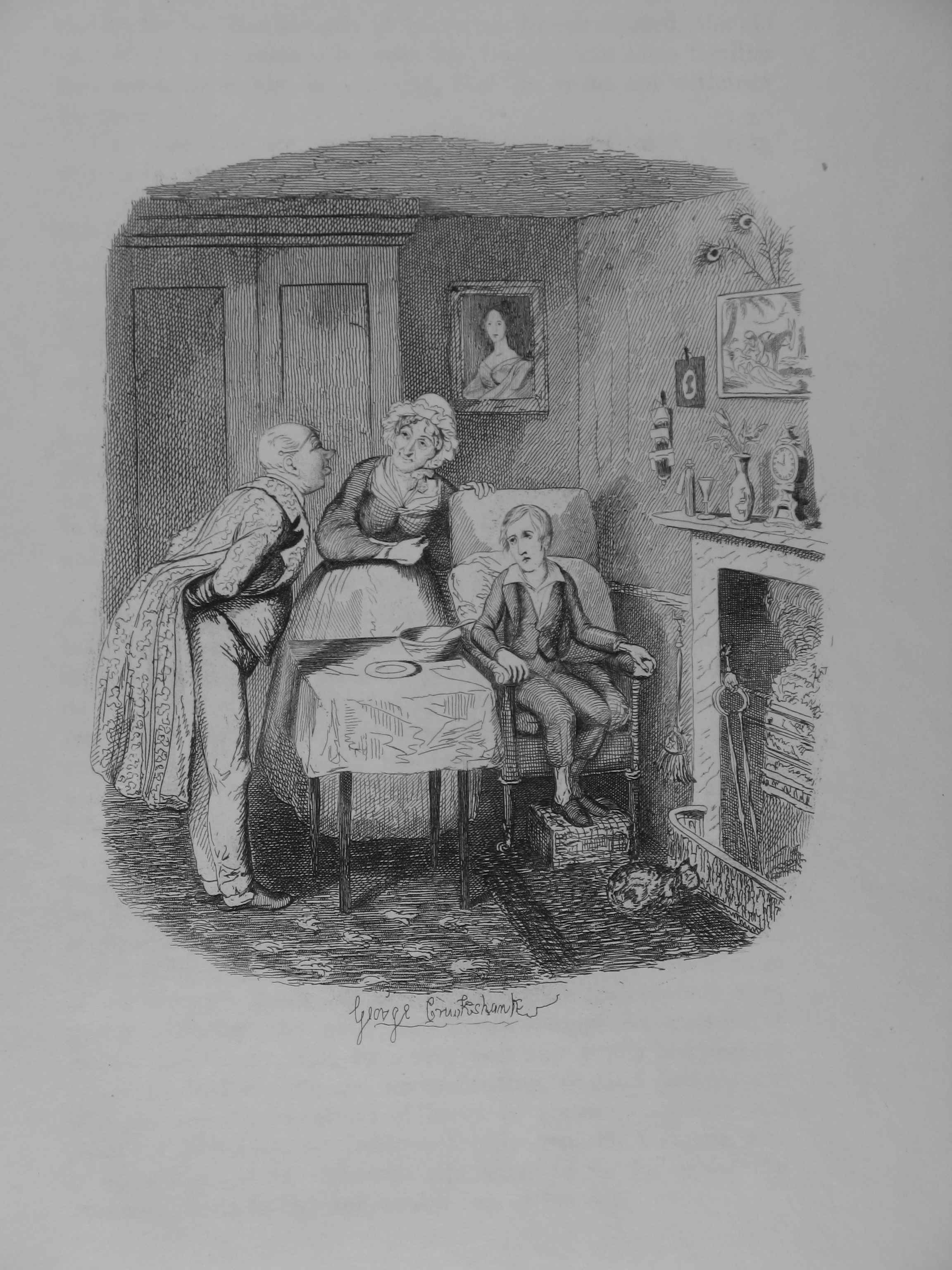
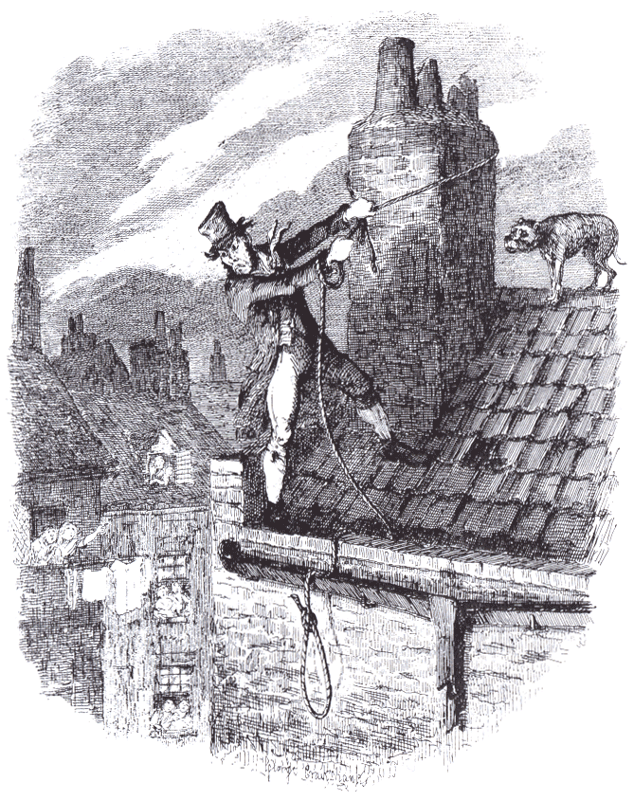
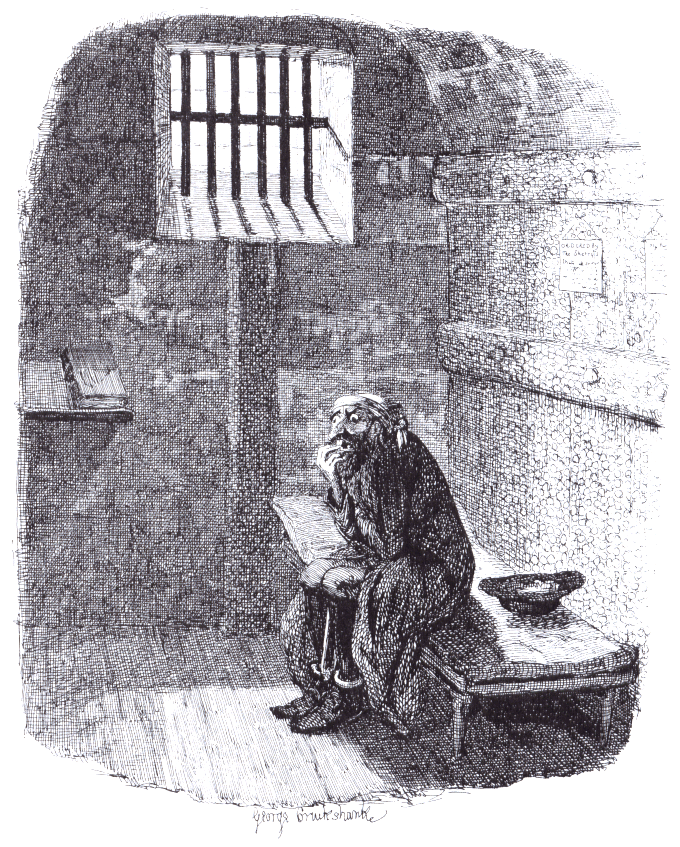

- Auckland Art Gallery Toi o Tāmaki: 1295
- Art Gallery of South Australia: 10843
- Bibsys: 90739126
- Biblioteca Nacional de España: XX1218712
- Bibliothèque nationale de France: cb122850250 (data)
- Catàleg d'autoritats de noms i títols de Catalunya: 981058612360406706
- CiNii: DA05497154
- Dictionary of Australian Artists: george-cruikshank
- Digitale Bibliotheek voor de Nederlandse Letteren: crui001
- Gemeinsame Normdatei: 11867742X
- International Standard Name Identifier: 0000 0001 2138 4208
- KulturNav: 3d388d53-85b7-4590-a2ed-1617186464cc
- Library of Congress Control Number: n80067117
- Nationale Bibliotheek van Letland: 000227725
- Bibliotheek van het Japanse parlement: 00620540
- National Gallery of Victoria: 3577
- Nationale Bibliotheek van Tsjechië: pna2006362471
- Nationale bibliotheek van Australië: 35032463
- Nationale Bibliotheek van Israël: 987007260111105171
- Nationale Bibliotheek van Polen: a0000001085798
- Nederlandse Thesaurus van Auteursnamen: 068343272
- PIC: 13438
- Réseau des bibliothèques de Suisse occidentale: 02-A003145685
- RKD-Nederlands Instituut voor Kunstgeschiedenis: 19298
- LIBRIS: 260643
- SNAC: w67h1hxv
- Système universitaire de documentation: 031681409
- Museum of New Zealand Te Papa Tongarewa: 538
- Trove: 805122
- Union List of Artist Names: 500115604
- Virtual International Authority File: 69915118
- WorldCat: E39PBJkXCdkyfKw44TpgghjjYP